# Podocarpus laetus
Podocarpus laetus — вид хвойних дерев родини Podocarpaceae. Батьківщиною цього виду є Нова Зеландія. Зростає у вічнозелених хвойних і змішаних лісах від рівня моря до 1000 метрів.